# Nieuwerkerken (Oost-Vlaanderen)
Nieuwerkerken is een dorp in de Belgische provincie Oost-Vlaanderen en een deelgemeente van de stad Aalst, het was een zelfstandige gemeente tot aan de gemeentelijke herindeling van 1977. Nieuwerkerken ligt in de Denderstreek.
Het dorp bestaat uit verschillende wijken; Bremt, Dries, Edixvelde, Laar, Maal, Pijpenbeek, Restert en Zurendries. Edixvelde bevindt zich op de grens van Nieuwerkerken met Erpe en Mere, beide deelgemeenten van Erpe-Mere.

## Geschiedenis
De naam "Nieuwerkerken" wordt sinds 1480 gebruikt. Vroeger werd het dorp aangeduid met de naam "Nieukercke", in 1378 werd het "Nuwerkerken" en in het Latijn "Nova Ecclesia".
Het wapenschild dateert uit 1840. Het stelt de kerk voor en drie gehelmde hoofden. Het wapen is afgeleid van het wapen van de familie de Waepenaert, meer bepaald van Jan de Waepenaert die in 1844 burgemeester was van het dorp. Het wapen werd toegekend bij Koninklijk Besluit van 9 oktober 1844.

## Geografie
De deelgemeente daalt van west naar oost. Het hoogste punt van Nieuwerkerken bevindt zich aan het einde van de Bremtstraat en steekt ongeveer 50 meter boven de zeespiegel uit. Het laagst gelegen gebied is "'t Sluisken", op de grens tussen Aalst en Nieuwerkerken. Dit punt ligt op 9 meter boven zeeniveau. Nieuwerkerken ligt op de overgang van de Dendervallei naar een licht heuvelachtig gebied. Even over de grens van Nieuwerkerken ter hoogte van de Jeruzalemstraat (Erpe-Mere) worden deze hoogteverschillen erg duidelijk.
De grond bestaat hoofdzakelijk uit een kleilaag, die dikwijls 8 meter dik kan zijn. Daaronder worden er vaak laagjes zand, rolkeien en grint aangetroffen die verschillen naarmate de hoogte. Nieuwerkerken behoort tot zandig-leem of zandig-klei Vlaanderen.
Door Nieuwerkerken lopen verschillende beken. Deze zijn: de Bremtbeek, de Edixveldebeek, de Zuidbeek, de Laarbeek, de Siesemgembeek en de Hoezebeek. De naam van de beek komt vaak overeen met de naam van de wijk. Zo ontspringt de Edixveldebeek in Edixvelde. De richting van de loop is over het algemeen van west naar oost. Alle beken monden rechtstreeks of onrechtstreeks uit in de Dender. Sommige beken vormen ook de natuurlijke grens van de deelgemeente.

## Demografische ontwikkeling
- Bronnen:NIS, Opm:1831 tot en met 1970=volkstellingen; 1976 = inwoneraantal op 31 december

## Bezienswaardigheden

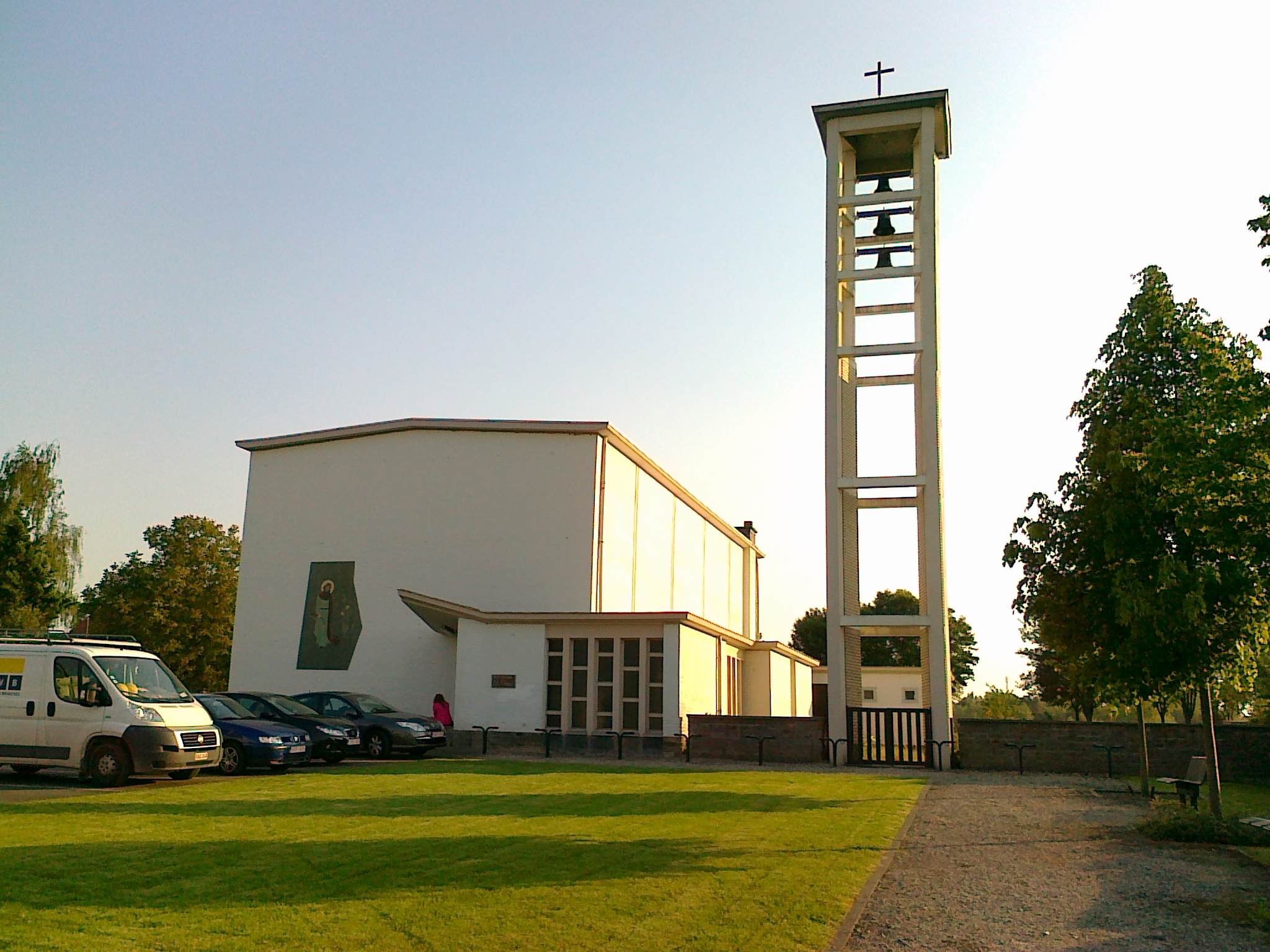
Sint-Jozefkerk in Edixvelde

- De classicistische Onze-Lieve-Vrouwekerk uit 1774.
- De Sint-Jozefskerk te Edixvelde uit 1960-1962
- De pastorij van de Onze-Lieve-Vrouweparochie, uit 1767
- Het kasteel van Regelsbrugge

## Natuur en landschap
Nieuwerkerken ligt in Zandlemig Vlaanderen op een hoogte van 13-45 meter. Er is veel infrastructuur, zoals de autoweg A10, de ringbaan R41 om Aalst en de spoorlijn Gent-Brussel.

## Toerisme
Door dit dorp loopt onder meer de fietsroute Denderende steden.

## Politiek
Nieuwerkerken had een eigen gemeentebestuur en burgemeester tot de fusie van 1977. Burgemeesters waren:
- ?-1970: Theo Meuleman
- 1971-1976: Edgard Hooghuys

De laatste burgemeester, Edgard Hooghuys, werd na de fusie schepen van Bevolking en Burgerlijke Stand van Aalst.

## Onderwijs
Vroeger waren er drie scholen in Nieuwerkerken: de gemeentelijke jongensschool (waar nu de bibliotheek is), de gemeentelijke gemengde school in Edixvelde en de meisjesschool in het klooster.
Nu is de meisjesschool de vrije basisschool "de Linde" geworden en is er in Edixvelde een kleuterschooltje "De Vlinder". In het vroegere bankgebouw is er nu de hogeschool Odisee.

## Sport
In Nieuwerkerken speelt de voetbalclub KVC Eendracht Nieuwerkerken. Ooit bezat Nieuwerkerken ook de voetbalclub FC Edixvelde waarvan de terreinen wel in Erpe lagen, deze club werd echter in 1999 opgeslorpt door het nabijgelegen FC Mere.

## Trivia
- Het boek De helaasheid der dingen van Dimitri Verhulst (geboren in Aalst) speelt zich af in Reetveerdegem gemodelleerd naar Nieuwerkerken.
- In 2018 maakten De Wanzeelse Kineasten voor Erfgoedcel Denderland video-opnames van verschillende dialecten in de Denderstreek, waaronder het Nieuwerkerks.[1]

## Nabijgelegen kernen
Edixvelde, Aalst, Erpe, Terjoden
Deelgemeenten: Aalst · Baardegem · Erembodegem · Gijzegem · Herdersem · Hofstade · Meldert · Moorsel · Nieuwerkerken

Gehuchten: Edixvelde (deels) · Terjoden (deels)

Belgische gemeenten · Arrondissement Aalst · Oost-Vlaanderen · Vlaanderen